# 26e cérémonie des Grammy Awards
La 26e cérémonie annuelle des Grammy Awards a eu lieu au Shrine Auditorium à Los Angeles le 28 février 1984.

## Palmarès
| Prix                      | Artiste         | Titre                 |
| ------------------------- | --------------- | --------------------- |
| Enregistrement de l'année | Michael Jackson | Beat It               |
| Album de l'année          | Michael Jackson | Thriller              |
| Chanson de l'année        | The Police      | Every Breath You Take |
| Meilleur nouvel artiste   | Culture Club    | Culture Club          |

| Prix                                              | Artiste         | Titre                        |
| ------------------------------------------------- | --------------- | ---------------------------- |
| Best Pop Vocal Performance, Female                | Irene Cara      | Flashdance... What a Feeling |
| Best Pop Vocal Performance, Male                  | Michael Jackson | Thriller                     |
| Best Pop Performance By A Duo Or Group With Vocal | The Police      | Every Breath You Take        |
| Best Pop Instrumental Performance                 | George Benson   | Being With You               |
| Best Rock Vocal Performance, Female               | Pat Benatar     | Love Is a Battlefield        |
| Best Rock Vocal Performance, Male                 | Michael Jackson | Beat It                      |